# Probebetrieb
Ein Probebetrieb wird oft bei Maschinen, Anlagen oder anderen technischen Systemen vereinbart. Sie kann Voraussetzung für eine Abnahme sein.  Ziel ist es, unter realen Bedingungen letzte Fehler zu erkennen und zu beseitigen.

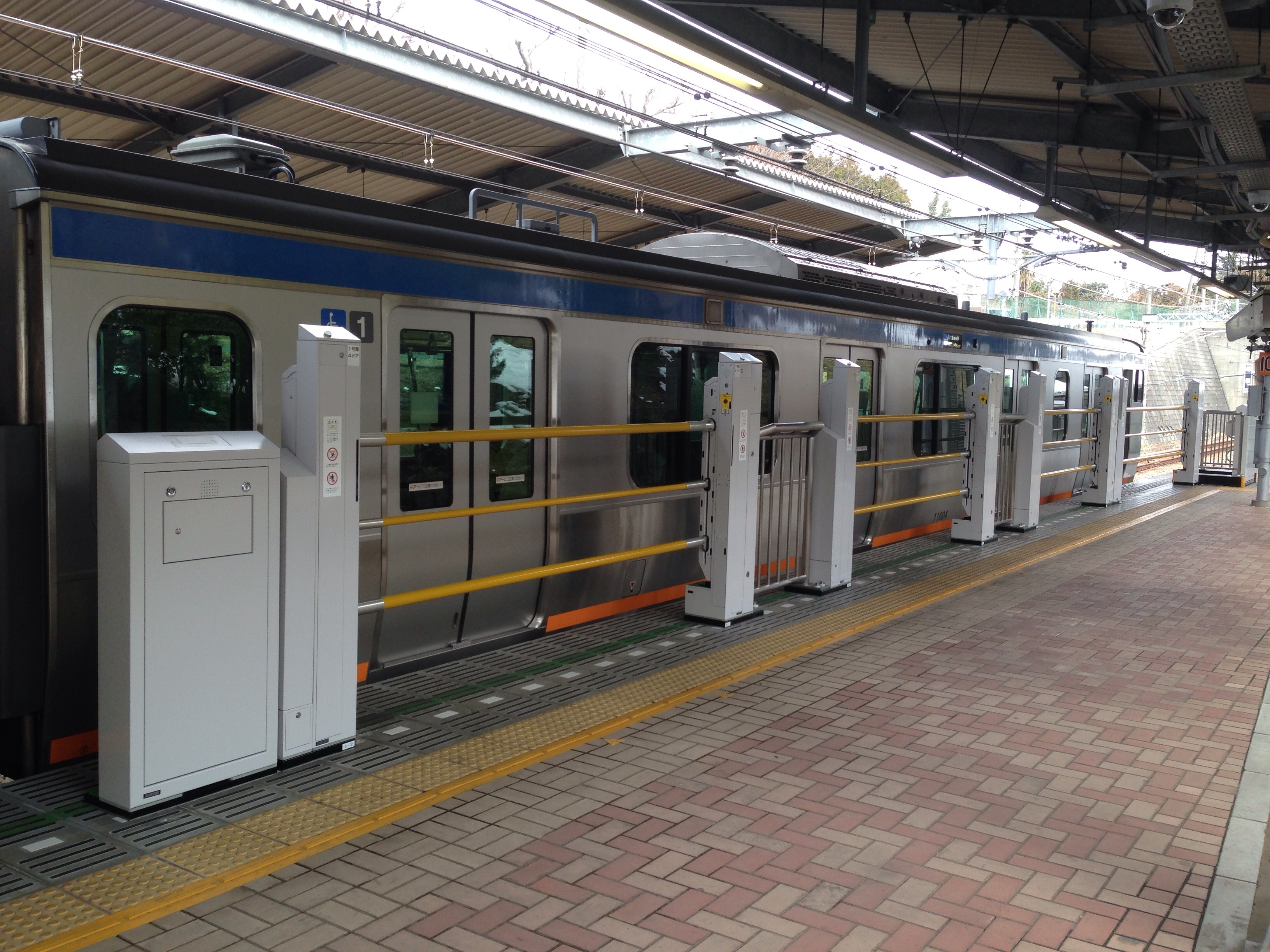
Japanische Bahnsteigtüren im Probebetrieb

Als Teil des Herstellungsprozesses liegt der Probebetrieb vor dem Zeitpunkt des Inverkehrbringens.

## Probebetrieb von Maschinen
Bei Maschinen und maschinellen Anlagen wird ein Probebetrieb zur Überprüfung der Funktionen und Eigenschaften durchgeführt. Um Fehler zu erkennen, werden Zustände und Kennwerte mit den geplanten Eigenschaften verglichen.
Der Probebetrieb entspricht der Endprüfungsphase einer Maschine oder Anlage und liegt daher, auch in den Betriebsräumen des Betreibers, in der Verantwortung des Herstellers.

## Schattenbetrieb
Eine Sonderform des Probebetriebes ist ein Schattenbetrieb. Dabei werden Systeme nicht produktiv betrieben, das heißt mit fiktiven Daten oder parallel zu einem produktiven Hauptsystem.

## Probebetrieb bei Gebäuden
Bei Neu- und Umbau von Bauwerken mit Gebäudeautomation kann ein Probetrieb sinnvoll sein. Bei Gebäuden mit Publikumsverkehr wie Stadien, Flughäfen oder Hotels ist dazu der Einsatz von Komparsen bzw. Test-Gästen üblich. Bei Hotels wird ein solcher Probebetrieb auch Soft Opening genannt.